# Georg Christoph Berger Waldenegg
Georg Christoph Berger Waldenegg (* 1957) ist ein deutscher Historiker.

## Karriere
Berger Waldenegg, Enkel von Egon Berger-Waldenegg (1880–1960), studierte Mittlere und Neuere Geschichte, Politikwissenschaft und Romanistik/Italienisch in Heidelberg und schloss 1985 mit einem Magister ab. Nach Promotion (1990) und Habilitation (1998) wurde er Privatdozent für Neuere Geschichte. Er forschte zur Geschichte Italiens, Österreich-Ungarn und Deutschlands mit Schwerpunkt auf der Mentalitätsgeschichte und der Rezeption Machiavellis, wobei er auch auf Italienisch veröffentlichte. Er forschte auch zum Begriff des Antisemitismus und der Judenfeindlichkeit. 2003 kritisierte er, dass der Begriff indirekt den Glauben an „allgemein und historisch durchgehende jüdisch-semitische Eigenschaften induziere und verstärke“.
Seither hat er unter anderem an der Universität Innsbruck und der Karls-Universität, Prag, Gastdozenturen wahrgenommen und ist Außerplanmäßiger Professor in Heidelberg.

## Werke (Auswahl)
- Innenpolitik im Neoabsolutismus (1848/49–1859/60). Zum Verhältnis von Herrschaftspraxis und Systemkonsolidierung. In: Geschichte  als  Argument. 41. Deutscher Historikertag in München 1996, Berichtsband hrsg. im Auftrag des Verbandes der Historiker Deutschlands e. V. v. Stefan Weinfurter/Frank M. Siefarth, München 1997, S. 289–291.
- Krieg und Expansion bei Machiavelli. Überlegungen zu einem vernachlässigten Kapitel seiner „politischen Theorie“. In: Historische Zeitschrift. 2000, S. 1–55. doi:10.2307/27633410. researchgate.net
- Antisemitismus – Eine gefährliche Vokabel? Diagnose eines Wortes.
- Mit vereinten Kräften! Zum Verhältnis von Herrschaftspraxis und Systemkonsolidierung im Neoabsolutismus am Beispiel der Nationalanleihe von 1854. cop. 2002.
- Egon Berger-Waldenegg, Heinrich Berger-Waldenegg: Biographie im Spiegel. Die Memoiren zweier Generationen. Hrsg.: Heinrich Berger-Waldenegg, Georg Christoph Berger-Waldenegg. Böhlau, Wien 1998, ISBN 3-205-98876-0.
- Die Neuordnung des italienischen Heeres zwischen 1866 und 1876: Preussen als Modell.
- Führer der extremen Rechten. Das schwierige Verhältnis der Nachkriegsgeschichtsschreibung zu „grossen Männern“ der eigenen Vergangenheit.
- Innenpolitik im Neoabsolutismus (1848/49–1859/60).
- Il ‘militarismo’ italiano negli anni 1860 e 70: nascita di un concetto. In: Atti del Seminario. Lo Spirito  Militare  degli  Italiani, Padova, 16–18 novembre 2000. 2002, S. 33–44.